# История одной куклы (мультфильм)
«История одной куклы» — советский короткометражный кукольный мультфильм 1984 года, снятый режиссёром Борисом Аблыниным на студии «Союзмультфильм».

## Сюжет
Мультфильм рассказывает о создании заключёнными концлагеря Освенцим куклы Дон Кихота, которая поднимала настроение солдатам Второй мировой войны.

Это фильм о трагедии народов, ставших жертвой фашизма. Его герой — кукла Дон Кихот, сделанная из жести и проволоки в Освенциме, чудом сохранившемся в лагере смерти. Пафос фильма: там где сжигают и уничтожают духовные ценности, начинается фашизм! Дон Кихот предстаёт как вечный символ добра и справедливости, противостоящий фашизму. В фильме органично сочетаются куклы, актёрская пантомима и кинохроника. В десятиминутной ленте удалось создать обобщённо-философский образ.
— книга «Детская литература», издание «Художественная литература», 1987 год

## Создатели
- Режиссёр: Борис Аблынин
- Сценарист: Александра Свиридова
- Художник-постановщик: Марина Курчевская
- Мультипликаторы: Ольга Панокина, Сергей Косицын, Елена Гагарина
- Оператор: Александр Виханский
- Композитор: Виктор Бабушкин
- Звукорежиссёр: Владимир Кутузов
- Редактор: Елена Никитина

## Награды
- 1985 — Приз «Серебряный дракон» за лучший детский фильм на 22-м кинофестивале в Кракове, Польша